# Wikipédia en toulou
Wikipédia en toulou (en toulou : ತುಳು ವಿಕಿಪೀಡಿಯ [Tuḷu vikipīḍiya]) est l'édition de Wikipédia en toulou, langue dravidienne parlée au Sud-Ouest de l'Inde. L'édition est lancée le 4 août 2016,,,. Son code est : tcy.
Au 20 mars 2025, l'édition en toulou contient 2 665 articles et compte 7 410 contributeurs, dont 33 contributeurs actifs et 3 administrateurs.

## Présentation

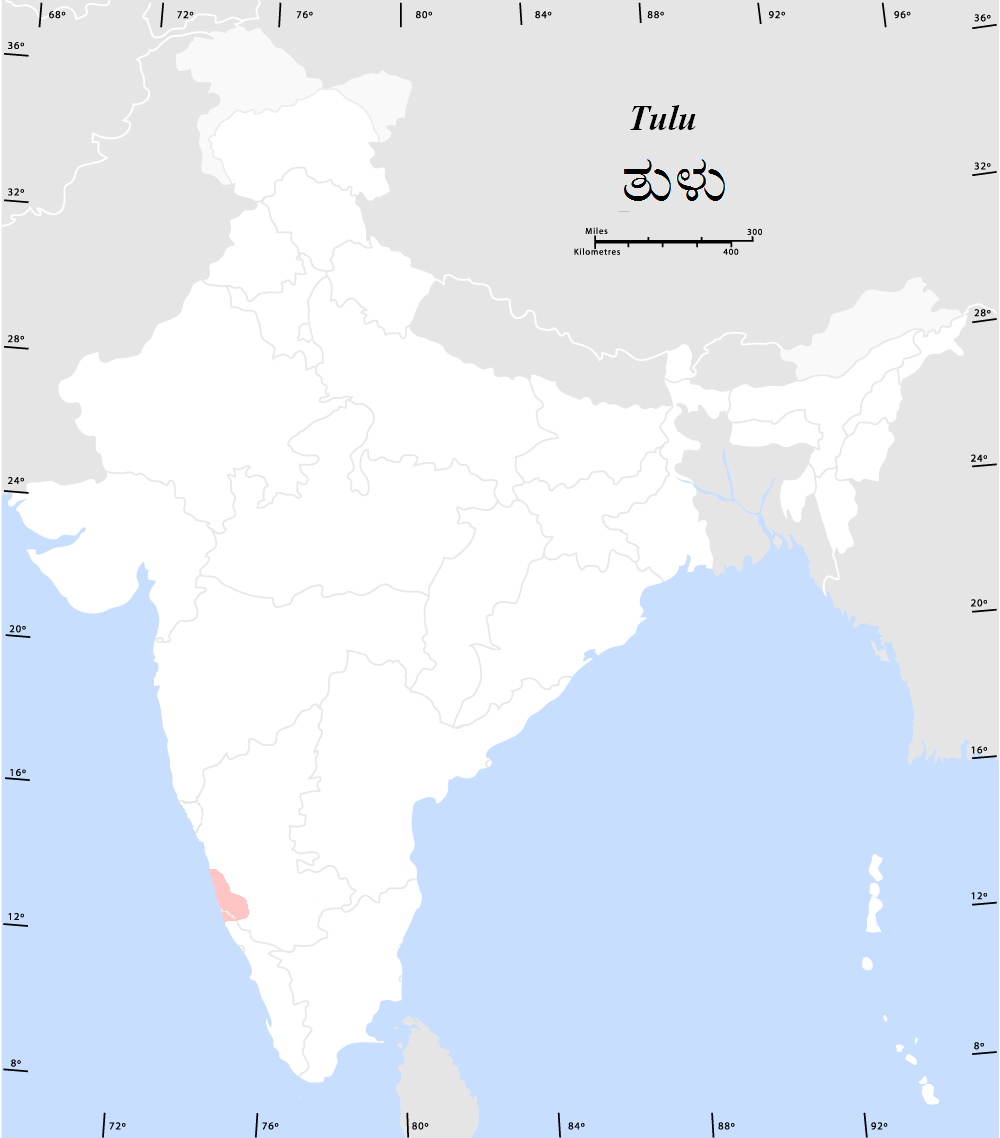
Localisation des locuteurs du toulou.
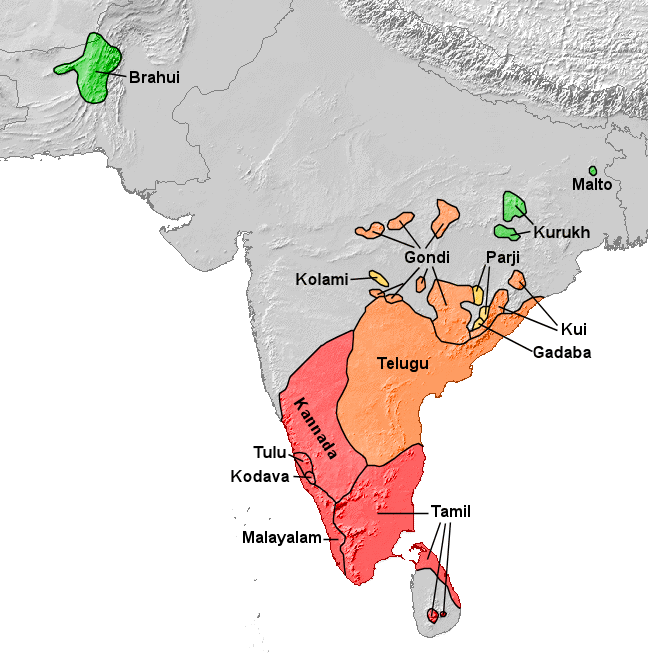
Localisation du toulou au sein des langues dravidiennes.

## Statistiques
- Le 2 octobre 2024, l'édition en toulou contient 2 393 articles et compte 7 027 contributeurs, dont 25 contributeurs actifs et 3 administrateurs.